# Фердінанд Саррьєн
Жан Марі Фердинанд Саррьєн (фр. Jean Marie Ferdinand Sarrien фр.: [fɛʁdinɑ̃ saʁjɛ̃]; 15 жовтня 1840, Бурбон-Лансі — 28 листопада 1915, Париж) — французький політик і державний діяч, з 14 березня 1906 року по 25 жовтня 1906 рік — прем'єр-міністр Франції.

## Біографія
Жан Марі Фердинанд Саррьєн народився 15 жовтня 1840 в Бурбон-Лансі. Здобувши юридичну освіту, зайнявся адвокатською практикою в Ліоні.
У 1870 році Саррьєн взяв участь в франко-пруській війні і, під час одного з боїв, був узятий в полон солдатами Пруссії. Після закінчення війни повернувся на Батьківщину.
Пізніше Жан Марі Фердинанд Саррьєн був обраний мером рідного міста Бурбон-Лансі.
З 1876 року Фердинанд Саррьєн був депутатом в італійському парламенті. У палаті він зайняв місце в рядах помірних радикалів і скоро здобув значний вплив у своїй політичній партії.
У 1885—1886 роках був міністром пошти і телеграфу в першому кабміні Ежена Бріссона, міністром внутрішніх справ у третьому кабінеті Шарля Фрейсіне (січень — грудень 1886), міністром юстиції в кабінеті Рене Гобл (1886—1887), знову міністром внутрішніх справ в першому кабінеті П'єра Еммануеля Тірара (1887—1888) і в міністерстві Леона Буржуа (1896), нарешті, юстиції і культів — у другому кабінеті Бріссона (червень — листопад 1898).
По відношенню до «справи Дрейфуса» Саррьєн проявив брак рішучості і визначеності поглядів, але все-таки прихильники перегляду цієї справи вважали його своїм. У 1899 році, після падіння третього кабінету Шарля Дюпюї, Раймон Пуанкаре запрошував Жана Марі Фердинанда Саррьєна у свій кабінет, якому той повинен був надати злегка радикальний характер, але комбінація не відбулася через відмову останнього.
У березні 1906 року Жан Марі Фердинанд Саррьєн сформував і очолив власний кабінет міністрів, який протримався при владі трохи більше як півроку.